# Luiz Carlos Borges
Luiz Carlos Borges (Santo Ângelo, 25 de março de 1953 – Porto Alegre, 10 de maio de 2023) foi um músico instrumentista, compositor e intérprete brasileiro.
É considerado um dos principais nomes da música regional do Rio Grande do Sul. Participou e venceu diversos festivais. Atuou, também, como jurado, idealizador e organizador do Musicanto Sul-Americano de nativismo na cidade de Santa Rosa.

## Biografia
Músico desde os sete anos de idade, iniciou sua carreira no conjunto Irmãos Borges, na sua cidade natal. Mais tarde quando estudante universitário em Santa Maria - RS, iniciou sua carreira solo a partir do sucesso com a composição Tropa de Osso, premiada na 9ª edição da Califórnia da Canção Nativa do RS, movimento musical que revolucionou a Música Tradicional Gaúcha na década de 1970.
Luiz Carlos Borges seguiu carreira alicerçando seus conhecimentos no Curso Superior de Música. Em 1980, formou-se em música pela Universidade Federal de Santa Maria e assumiu a direção do Centro Cultural Municipal e Biblioteca Pública daquela cidade. Ainda em 1980, gravou seu primeiro LP individual Tropa de Osso, um trabalho para todo o estado.
A partir dai Borges investiu na renovação da música regional gaúcha. Em 1982, mudou-se para São Borja, onde assumiu a Assessoria de Cultura e Turismo daquele município e passou a trabalhar no Projeto "São Borja 300 anos de História", durante todo ano.
Neste mesmo ano gravou o seu segundo LP individual: Noites, Penas e Guitarra.
Em 1983, a convite da administração municipal, assumiu em Santa Rosa a assessoria de Cultura e Turismo, onde idealizou e desenvolveu o Projeto Musicanto Sul-Americano de Nativismo,  que resgata os costumes populares da região, e abre espaço para toda América do Sul mostrar o que se produz em termos musicais nativos cm cada região dos países sul-americanos.
Possui mais de 32 discos gravados (entre LP's e CD's) e segue cantando, tocando, gravando e produzindo coisas novas.
Gravou uma música com Mercedes Sosa em seu último trabalho Cantora (álbum), além de haver participado de diversos shows pelo mundo, como convidado especial.
Foi presidente do Instituto Gaúcho de Tradição e Folclore, tendo como diretores Ivo Benfato, Vinicius Brum e Fabrício Coelho.
Faleceu em decorrência de problemas cardíacos. O músico sofria com problemas de aneurisma de aorta, solucionados em cirurgias anteriores, mas sem sucesso na última intervenção realizada, segundo a família. 

## Discografia

### Irmãos Borges

#### Álbuns de estúdio
| Ano  | Álbum                                      | Gravadora |
| ---- | ------------------------------------------ | --------- |
| 1971 | Argentina y Brasil con Los Hermanos Borges | Pais      |
| 1974 | Imenso Potreiro                            | Pais      |
| 1976 | Chimarrão e Milonga                        | Phonodisc |

### Carreira solo

#### Álbuns de estúdio
| Ano  | Álbum                                                  | Gravadora              |
| ---- | ------------------------------------------------------ | ---------------------- |
| 1981 | Tropa de Osso                                          | Copacabana             |
| 1982 | Noites, Penas e Guitarra                               | PolyGram               |
| 1984 | Quarteada                                              | PolyGram               |
| 1986 | Solo Livre                                             | Discoteca Produções    |
| 1991 | Fronteiras Abertas (com Antonio Tarragó Ros)           | RGE                    |
| 1992 | Gaúcho Rider (com Grupo Alma)                          | Face Music Switzerland |
| 1992 | Geraldo Flach & Luiz Carlos Borges (com Geraldo Flach) | Velas Produções        |
| 1993 | Na Chama do Chamamé                                    | USA Discos             |
| 1995 | Hay Chamamé                                            | USA Discos             |
| 1995 | Gaúcho (com Edison Campagna)                           | Face Music Switzerland |
| 1996 | Temperando                                             | Acit                   |
| 1999 | Campeiros (com Mauro Ferreira)                         | Acit                   |
| 1999 | Luiz Carlos Borges                                     | Acit                   |
| 2001 | Do Pampa ao Pantanal                                   | Sapucay Discos         |
| 2002 | 40 Anos de Música                                      | Acit                   |
| 2004 | Luiz Carlos Borges & Quarteto                          | Acit                   |
| 2008 | Buenaço                                                | Acit                   |
| 2008 | Itinerário de Rosa                                     | Acit                   |
| 2010 | Con Amigos Argentinos                                  | Byte and Music         |

#### Álbuns ao vivo
| Ano  | Álbum             | Gravadora |
| ---- | ----------------- | --------- |
| 2014 | 50 Anos de Música | Acit      |

#### Coletâneas
| Ano  | Álbum             | Gravadora  |
| ---- | ----------------- | ---------- |
| 1994 | Sucessos de Ouro  | USA Discos |
| 1998 | Acervo Gaúcho     | USA Discos |
| 2003 | 40 Anos de Glória | USA Discos |

## Prêmios e indicações

### Prêmio Açorianos
| Ano  | Categoria                         | Indicação                                      | Resultado |
| ---- | --------------------------------- | ---------------------------------------------- | --------- |
| 1998 | Disco de Música Regional          | Luiz Carlos Borges                             | Indicado  |
| 1998 | Instrumentista de Teclado         | Luiz Carlos Borges                             | Indicado  |
| 2008 | Compositor de Música Regional     | Luiz Carlos Borges                             | Venceu    |
| 2008 | Arranjador                        | Luiz Carlos Borges e Leandro Rodrigues         | Venceu    |
| 2011 | Menção Especial                   | Luiz Carlos Borges (pelos 50 anos de carreira) | Venceu    |
| 2014 | Compositor de Música Regional     | Luiz Carlos Borges                             | Venceu    |
| 2014 | Intérprete de Música Regional     | Luiz Carlos Borges                             | Venceu    |
| 2014 | Instrumentista de Música Regional | Luiz Carlos Borges                             | Venceu    |
| 2014 | Álbum de Música Regional          | 50 Anos de Música                              | Venceu    |
| 2014 | DVD do Ano                        | 50 Anos de Música                              | Indicado  |